# Oligostethius
Oligostethius is een geslacht van kevers uit de familie  
kniptorren (Elateridae).
Het geslacht is voor het eerst wetenschappelijk beschreven in 1907 door Schwarz.

## Soorten
Het geslacht omvat de volgende soorten:
- Oligostethius capensis Schwarz
- Oligostethius capensis (Schwarz, 1903)